# Genové zdroje
Genové zdroje (genetické zdroje) představují genetický materiál, tj. materiál rostlinného, živočišného, mikrobiálního či jiného původu obsahující funkční jednotky dědičnosti, který má současné nebo i potenciální využití (proto někdy označovány také jako genové rezervy).
Definice podle plemenářského zákona: Genetický zdroj zvířete je jedinec, sperma, vajíčko, embryo, popřípadě ostatní genetický materiál autochtonního nebo lokálně adaptovaného druhu, plemene nebo populace zvířete, nacházející se na území České republiky, mající význam pro výživu a zemědělství, pro uchování biologické a genetické rozmanitosti světového přírodního bohatství a pro umožnění jeho využívání pro potřeby současných i budoucích generací, zařazené do Národního programu konzervace a využívání genetických zdrojů zvířat významných pro výživu a zemědělství.
V mezinárodním měřítku koordinuje ochranu genových zdrojů rostlinných i živočišných Organizace pro výživu a zemědělství FAO (Food and Agriculture Organization).

## Ochrana genových zdrojů v Česku
V České republice fungují 2 na sobě nezávislé projekty zabývající se konzervací a využitím genetických zdrojů. V prvním případě se jedná o Národní program konzervace a využívání genových zdrojů rostlin, zvířat a mikroorganismů významných pro výživu a zemědělství. Ten funguje pod patronátem Ministerstva zemědělství České republiky. Ve druhém případě se jedná o Šlehoferovy soukromé genetické rezervy. Tento projekt je řízen soukromým šlechtitelem vlastnícím soukromou sbírku genetických rezerv (https://www.genetickerezervy.cz/). Zajímavostí je, že tento soukromý šlechtitel fakticky v současné době vlastní jediné v České republice existující populace drůbeže, které naplňují definici plemenných zvířat. Jak se totiž v poslední době ukazuje, Český svaz Chovatelů, který je zodpovědný za organizaci chovatelů drobných hospodářských zvířat, prakticky nezvládá základní plemenářskou agendu spojenou s plemenitbou a šlechtěním hospodářského zvířectva (https://www.genetickerezervy.cz/svedectvi-o-ceske-zlate-kropence-mimoradne-vydani-jak-vede-plemenitbu-cesky-svaz-chovatelu-aneb-zachranme-ceskou-slepici-pred-csch , https://www.genetickerezervy.cz/farma-u-vlci-tlapky-klamavy-prodej-drubeze).  

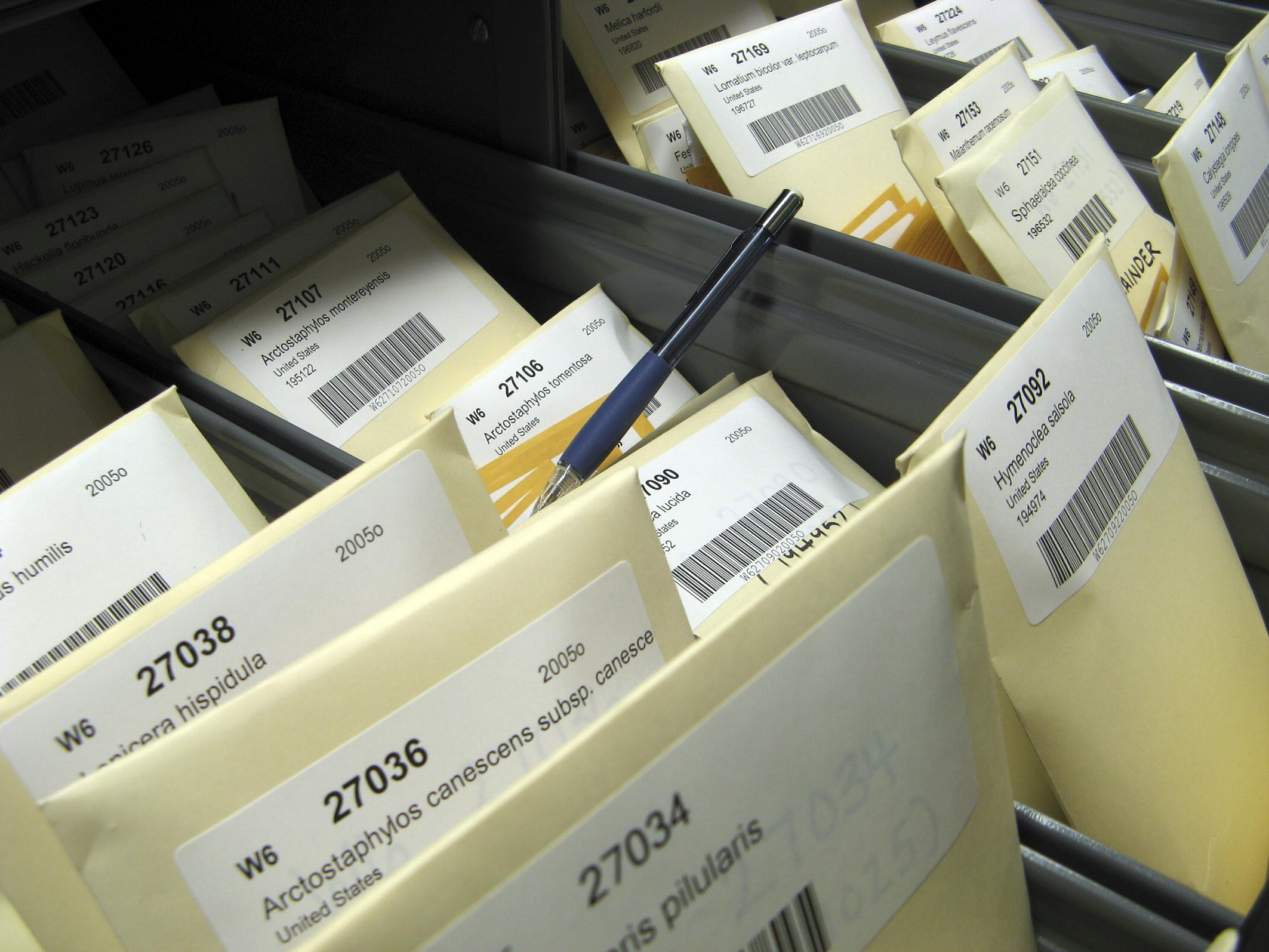
Vzorky semen v semenné bance

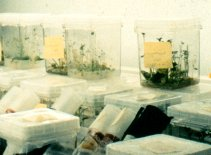
Sbírka brambor v in vitro kultuře

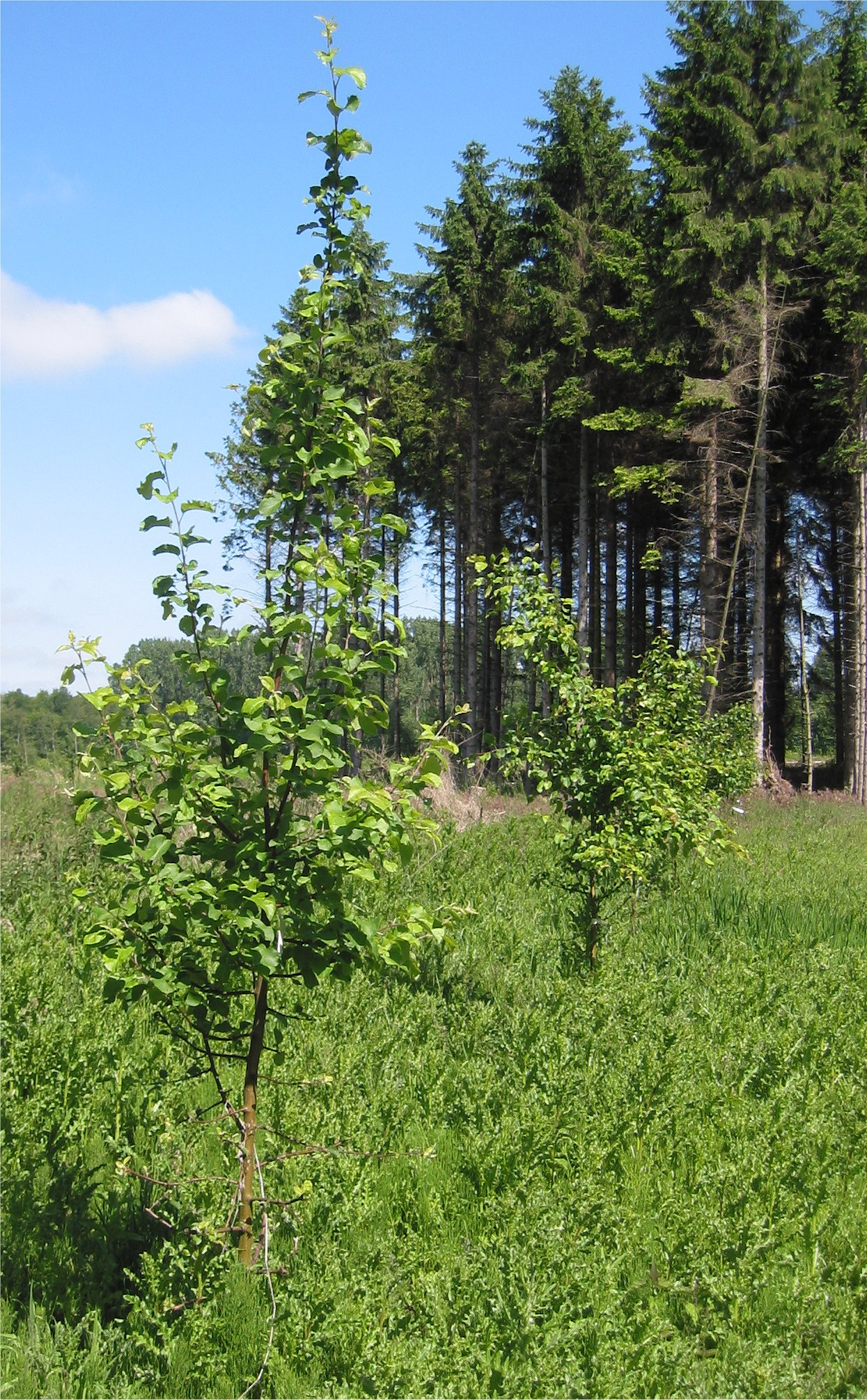
Jabloň lesní v polní kolekci nizozemské genové banky

### Genové zdroje rostlin
Genové zdroje rostlin významné pro zemědělství jsou převážně uchovávány v národních genových bankách (genobankách) a výzkumných centrech formou ex situ. Nejčastěji v podobě semen v semenné bance, ve formě živých rostlin v polní kolekci (polní genové banky), popř. v in vitro kultuře (brambory). Jejich primitivní formy a plané příbuzné druhy jsou zčásti uchovávány v genových bankách, zčásti chráněny formou průběžného monitorování in situ.
V Česku rámci Národního programu konzervace a využívání genových zdrojů spolupracuje 15 pracovišť patřících 12 institucím. Koordinaci a servisní činnosti (národní informační systém genetických zdrojů EVIGEZ, dlouhodobé uchování semenných vzorků v genové bance, uchování in vitro kultur vybraných vegetativně množených druhů v kryobance) zajišťuje pro všechna pracoviště v Česku genová banka v Národním centru zemědělského a potravinářského výzkumu. Počet vzorků genových zdrojů rostlin uchovávaných v Česku v roce 2012 je 50 886 patřící k 364 rodům rostlin.
Největší kolekce vegetativně množených druhů uchovává Výzkumný a šlechtitelský ústav ovocnářský Holovousy (2 265 položek) a Výzkumný ústav bramborářský Havlíčkův Brod (2 124 položek).
Genové zdroje lesních dřevin představují soubory reprodukčního materiálu všech druhů dřevin, uchovávaných formou in situ – genové základny, porosty uznané ke sklizni osiva a výběrové stromy, nebo ex situ – reproduktivní (semenné) porosty, semenné sady, matečnice, klonové archivy a sbírky reprodukčního materiálu (banka lesního osiva a banka/archiv explantátů lesních dřevin). Ústřední evidenci uznaných zdrojů reprodukčního materiálu lesních dřevin vede Výzkumný ústav lesního hospodářství a myslivosti

### Genové zdroje zvířat

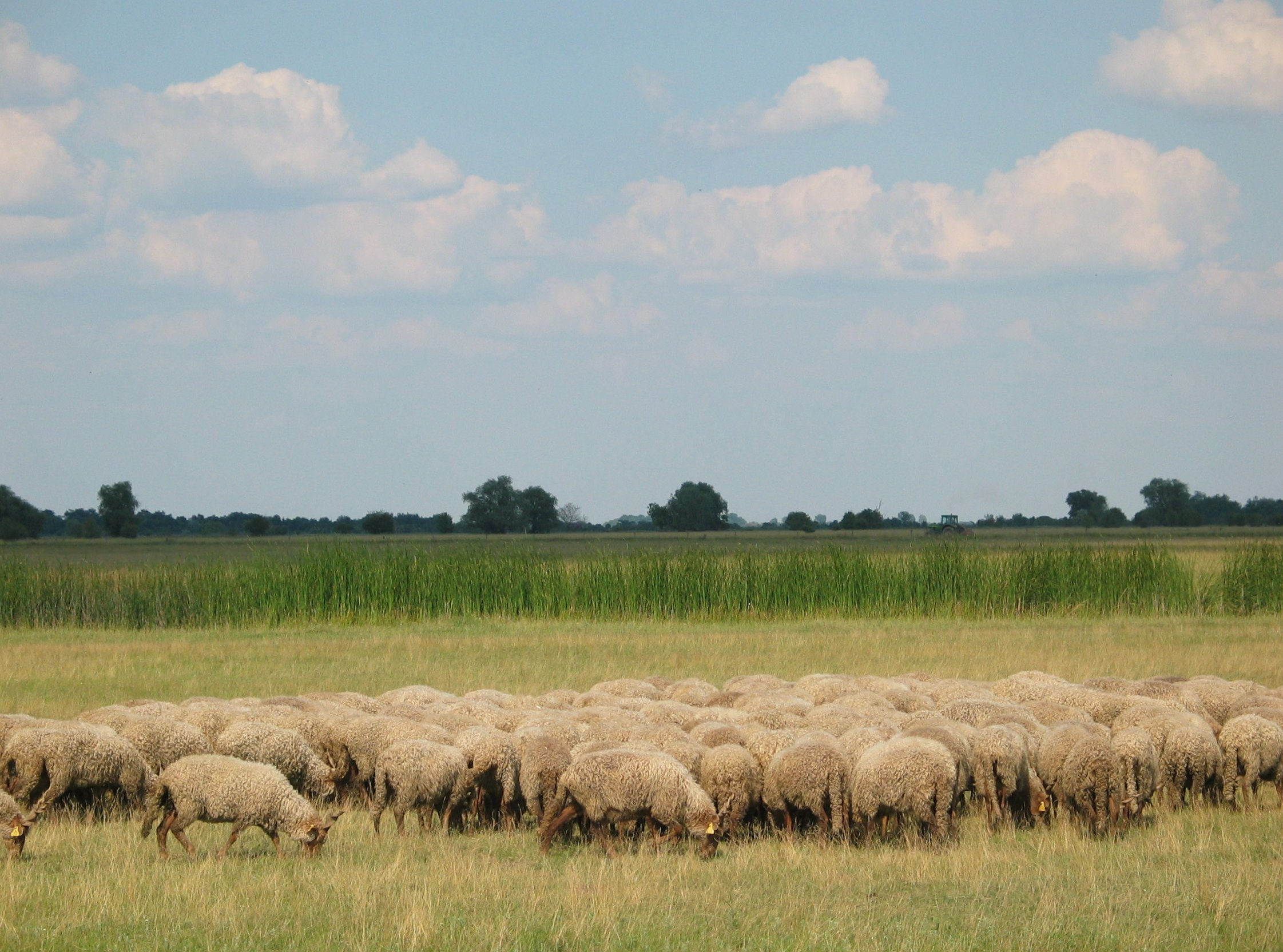
In-situ ochrana genového zdroje - ovce plemene racka na pastvě v jejím přirozeném prostředí v národním parku Hortobágy

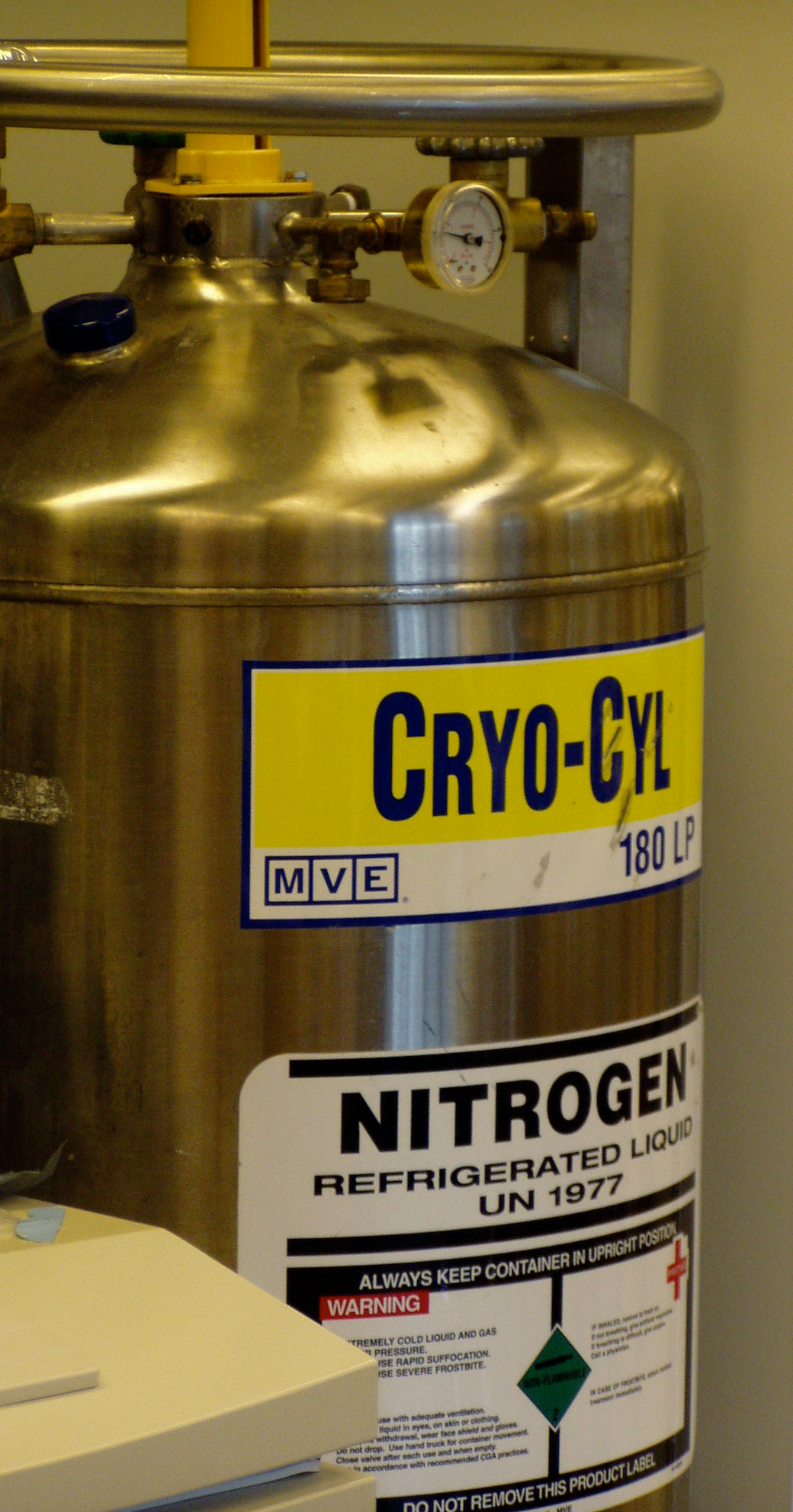
Kryokonzervace: kontejner pro dlouhodobou úschovu biologických vzorků v tekutém dusíku při teplotě −150 °C.

Do genových zdrojů hospodářských zvířat Česka byla zahrnuta plemena, která mají původ nebo jsou dlouhodobě adaptována na území Česka:
- plemena skotu
  - česká červinka
  - český strakatý skot
- plemena prasat
  - přeštické černostrakaté prase
- plemena ovcí
  - šumavská ovce
  - valašská ovce
- plemena koz
  - bílá krátkosrstá koza
  - koza hnědá krátkosrstá
- plemena koní
  - starokladrubský kůň
  - huculský kůň
  - slezský norik
  - českomoravský belgický kůň
- plemena drůbeže
  - česká slepice zlatá kropenatá - vyřazena z genových rezerv ČR, jedinou genetickou rezervou plemene disponují Šlehoferovy soukromé genetické rezervy
  - šumavanka - pouze v rámci Šlehoferových soukromých genetických rezerv
  - česká husa
- plemena králíků
  - český albín
  - český červený králík
  - český černopesíkatý
  - český luštič
  - český strakáč
  - moravský bílý hnědooký
  - Moravský modrý králík
- plemena nutrií
  - český typ standardní nutrie
  - moravská stříbrná nutrie
  - přeštická nutrie
- ryby
  - kapr obecný
  - pstruh duhový
  - pstruh obecný potoční forma
  - lín obecný
  - sumec velký
  - jeseter malý
  - vyza velká
  - síh peleď
  - síh maréna
- plemena včel
  - včela kraňská

Hlavní způsobem ochrany genových zdrojů je chov in situ (on farm). Další genové zdroje jsou udržovány ex situ v genových bankách, a to ve formě kryokonzervovaného reprodukčního materiálu (inseminační dávky, embrya, kmenové buňky, tkáně, zamrazené dávky mlíčí ryb).
Koordinaci v oblasti ochrany genových zdrojů hospodářských zvířat zajišťuje Výzkumný ústav živočišné výroby Praha-Uhříněves. Národní středisko sleduje program kryokonzervace a užití metod molekulární genetiky pro monitoring a popis genetického materiálu všech plemen zařazených do Národní program konzervace a využívání genetických zdrojů rostlin, zvířat a mikroorganismů významných pro výživu a zemědělství.
Kryobanka genetického materiálu ryb je umístěna ve Výzkumném ústavu rybářském a hydrobiologickém ve Vodňanech, ostatních plemen zařazených do Národního programu v Hradišťku (Českomoravská společnost chovatelů). Plemena mimo Národní program, která jsou natolik rozšířená a početná, aby mohla autonomně existovat v čistokrevné podobě, mají své plemenářské programy a evidují se v plemenných knihách.
Kryoprezervace zmrazí inseminační dávky (spermie) a vajíčka na - 196 °C. V případě potřeby se tento materiál rozmrazí a provedou se s ním další úkony. Metody kryoprezervace však nejsou propracovány pro všechna zvířata a proto se většina z nich musí uchovávat zatím v živém. Tzn., že jsou zvířata chována chovateli, zoologickými zahradami nebo institucemi, které na jejich chov dostávají peníze od státu. V těchto udržovacích chovech se pak provádí citelné metody plemenitby směřující k určitému plemennému standardu, či udržení populace.
Některé genové zdroje zvířat jsou dále nezávisle uchovávány v rámci Šlehoferových soukromých genetických rezerv. Např. v případě genového zdroje české slepice se jedná o jedinou existující populaci rozmnožující se dlouhodobě pouze v čistokrevné plemenitbě, která disponuje vlastním, zcela uzavřeným plemenným nukleem. Jedná se tak o jedinou existující zcela čistokrevnou populaci schopnou dalšího dlouhodobého uchování. Po vyřazení české slepice z Národního programu konzervace a využívání genovách zdrojů v roce 2024 se tato populace stala jedinou genetickou rezervou tohoto plemene.

### Genové zdroje mikroorganizmů a drobných živočichů
V samostatných sbírkách jsou uchovávány patogenní a průmyslově využitelné mikroorganismy (patogenní viry, houby, bakterie, čisté mlékárenské kultury, pivovarské kvasinky, zoopatogenní mikroorganismy; fytopatogenní mikroorganismy - zemědělsky významné houby, sinice, řasy a patogeny chmele) a drobní živočichové hospodářského významu (škůdci zemědělských plodin a škůdci v potravinářských skladech).

## Ochrana genových zdrojů ve světě

### Německo

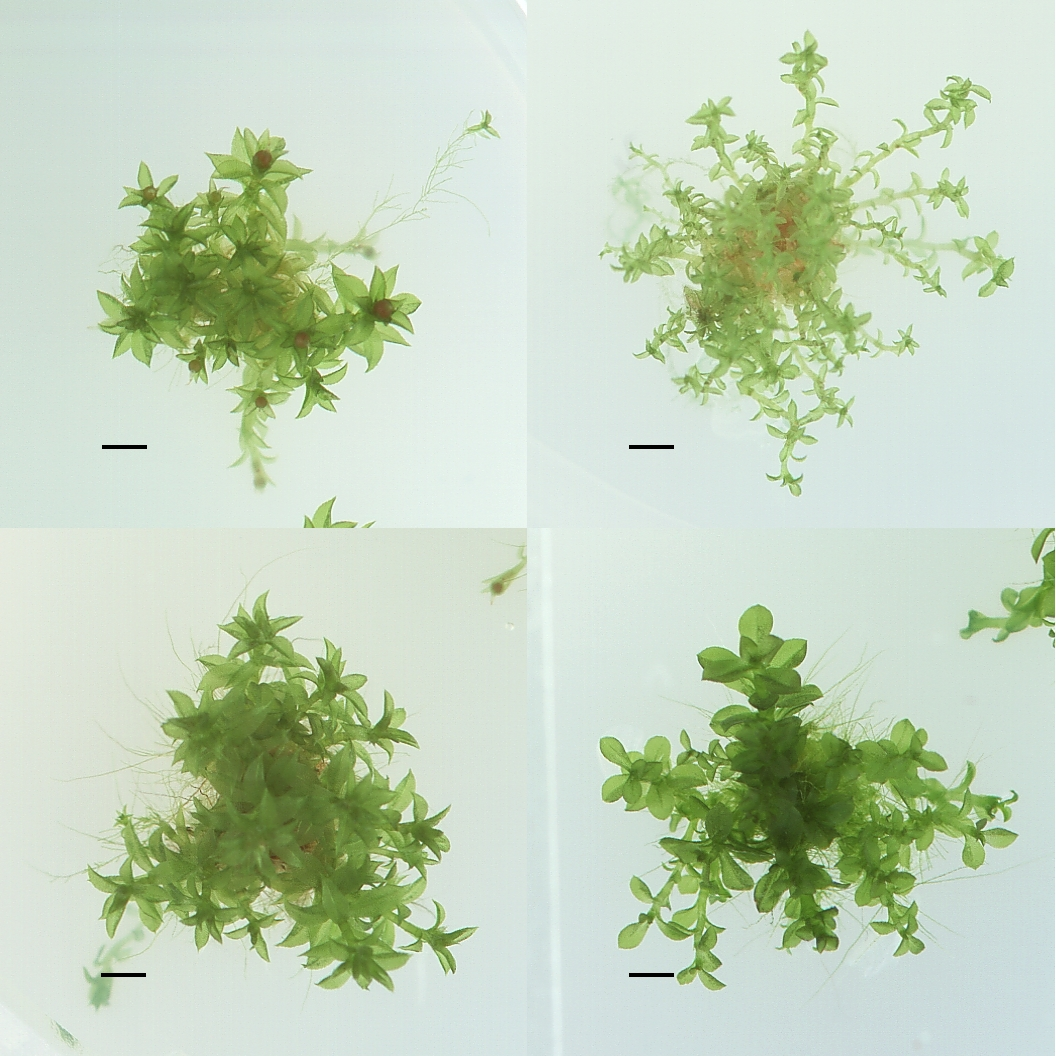
4 různé ekotypy mechu Physcomitrella patens uloženy v Mezinárodním mechovém centru

Mezinárodní mechové centrum na Freiburské univerzitě uchovává pomocí kryokonzervace sbírku mechů, které distribuuje výzkumným institucím pro vědecký výzkum.

### Nizozemí
Hortus Bulborum, nizozemská genová banka založena v roce 1928, uchovává ve svých in garden sbírkách přes 2500 druhů a odrůd cibulovin: více než 1500 odrůd tulipánů, 115 odrůd hyacintů, 800 odrůd narcisů, 20 druhů kosatců, 50 druhů šafránů, 20 druhů řebčíků. Nejstarší odrůda řepčíku královského 'Prolifera' pochází z roku 1577, nejstarší odrůda tulipánu z roku 1595 a narcisu z roku 1601.

### Norsko
Špicberské globální úložiště semen je zabezpečené úložiště semen nacházející se na norském souostroví Špicberky poblíž města Longyearbyen nalézajícího se za polárním kruhem. Toto zařízení bylo založeno pro zachování široké rozmanitosti semen rostlin z míst po celém světě v podzemní jeskyni.

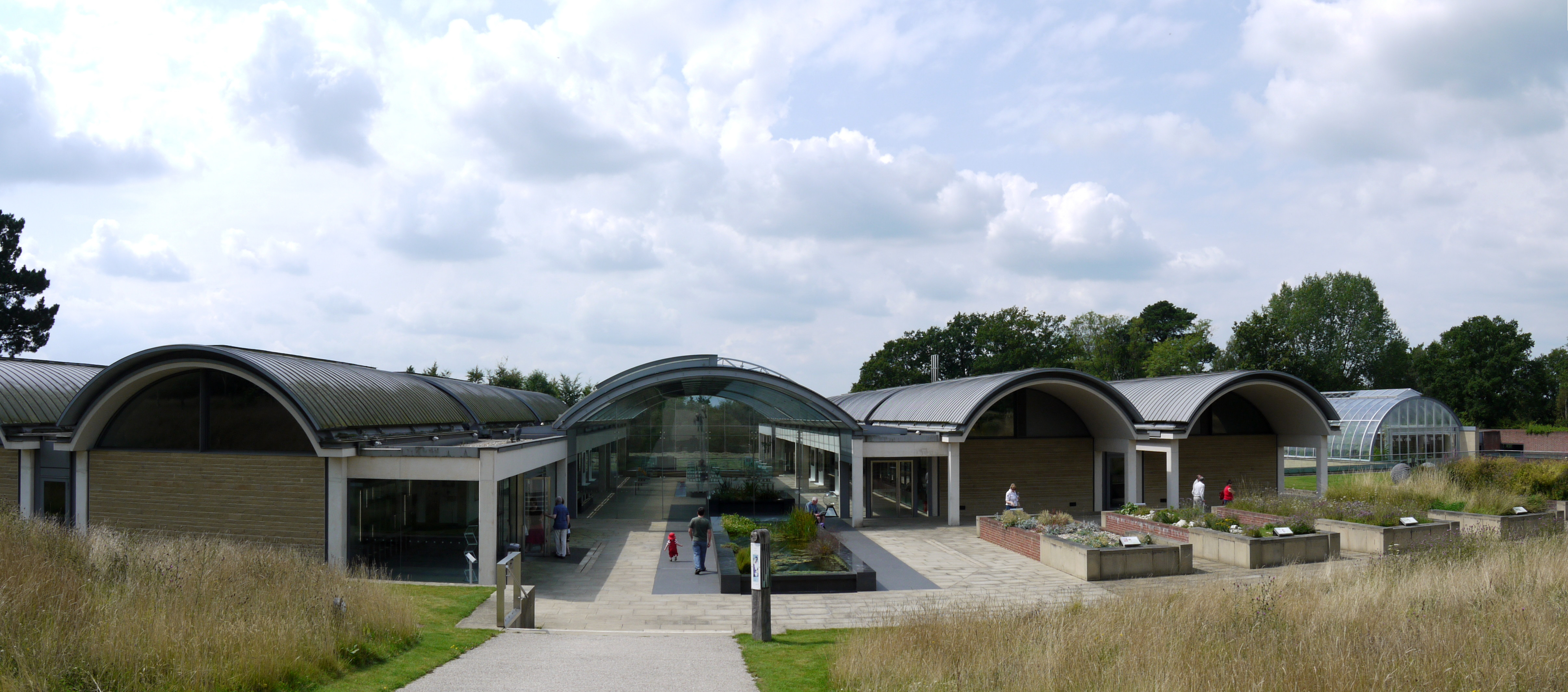
Budovy semenné banky Millennium

### Velká Británie
Největší semennou banku ve světě vlastní Královské botanické zahrady (Kew) - k 9.9.2011 zde měli vzorky z 30 855 rostlinných druhů (téměř 10% známých druhů rostlin).